# IC 1874
IC 1874 ist eine linsenförmige Radiogalaxie vom Hubble-Typ SB0/a im Sternbild Perseus am Nordsternhimmel. Sie ist schätzungsweise 224 Millionen Lichtjahre von der Milchstraße entfernt und hat einen Durchmesser von etwa 50.000 Lichtjahren. Vom Sonnensystem aus entfernt sich die Galaxie mit einer errechneten Radialgeschwindigkeit von näherungsweise 4.900 Kilometern pro Sekunde.
Das Objekt wurde am 18. Januar 1898 vom französischen Astronomen Stéphane Javelle entdeckt.

## Galaktisches Umfeld
| Nr. | Galaxie          | Alternativname          | Rek           | Dek           | Distanz/asec |
| --- | ---------------- | ----------------------- | ------------- | ------------- | ------------ |
| →   | IC 1874          | LEDA/PGC 11652          | 03h06m21.980s | +36d00m52.30s | 0            |
| 1   | LEDA/PGC 2074011 | 2MASX J03053927+3602251 | 03h05m39.28s  | +36d02m25.0s  | 525.62       |
| 2   | LEDA/PGC 2073618 | 2MASX J03071327+3600561 | 03h07m13.27s  | +36d00m56.3s  | 623.04       |
| 3   | LEDA/PGC 2073068 | 2MASX J03052403+3558540 | 03h05m24.05s  | +35d58m53.8s  | 711.98       |
| 4   | LEDA/PGC 11679   | UGC 2540                | 03h07m00.58s  | +36d10m03.6s  | 723.12       |